# 河堤路 (高雄市)

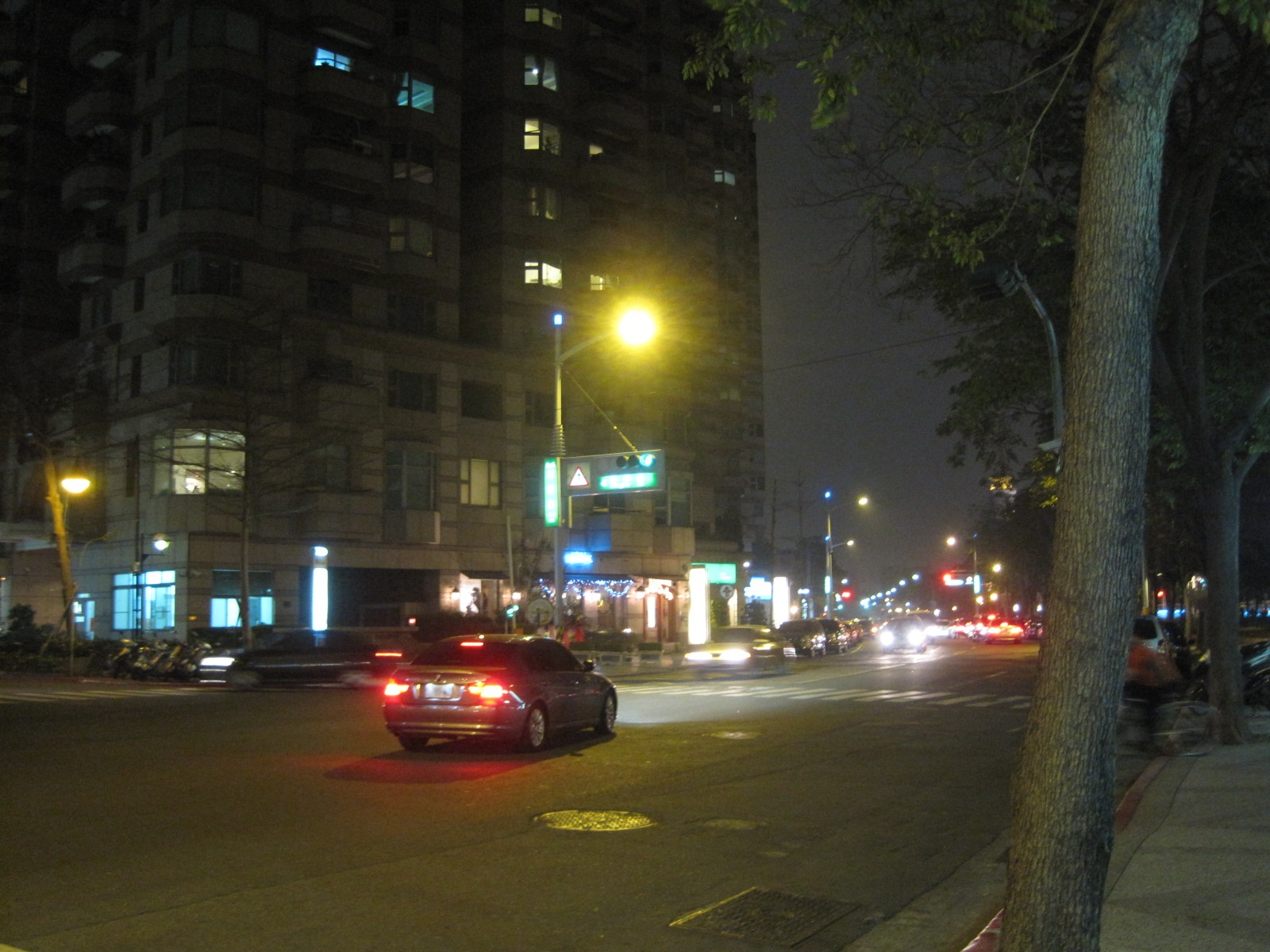
河堤路與明哲路口

河堤路（Heti Rd.）為高雄市北高雄地區的南北向一般道路，全線路段沿著愛河東岸行進。北於天祥二路口銜接文守路，往南過大順一路口後逐漸轉西，最後止於自由一路口。本道路共分為兩段，大順一路為分段點。

## 行經行政區域
- 三民區

## 分段
河堤路共分為兩個部份：
- 河堤路：北起於天祥二路口銜接文守路，南於大順一路口接河堤南路。
- 河堤南路：北於大順一路口接河堤路，過大順一路口後彎向西方，西止於自由一路口。

## 沿線設施

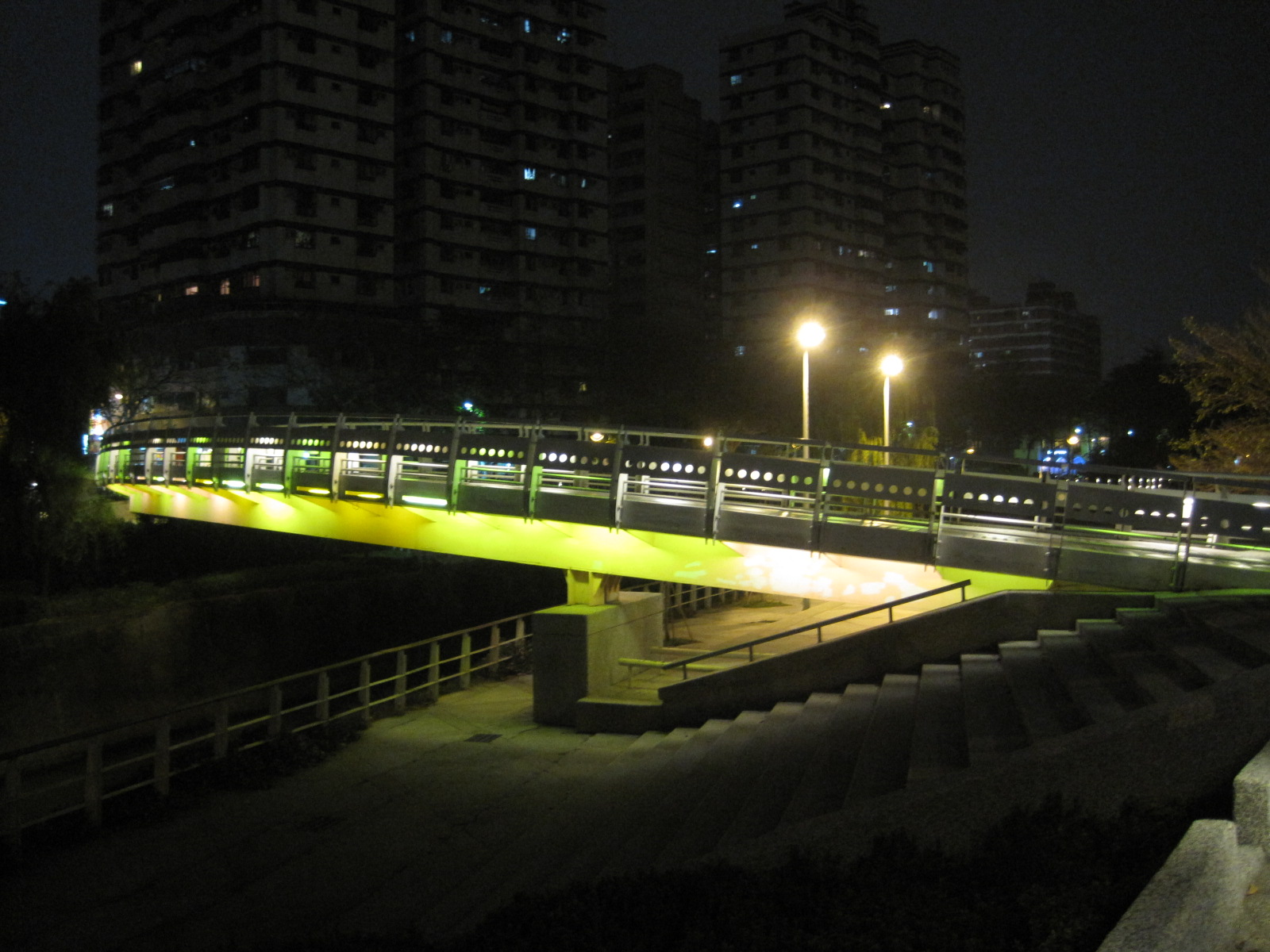
河堤路上的光雕橋

（由北而南）
- 愛河
- 河堤公園 河堤路走道
- 河堤教會

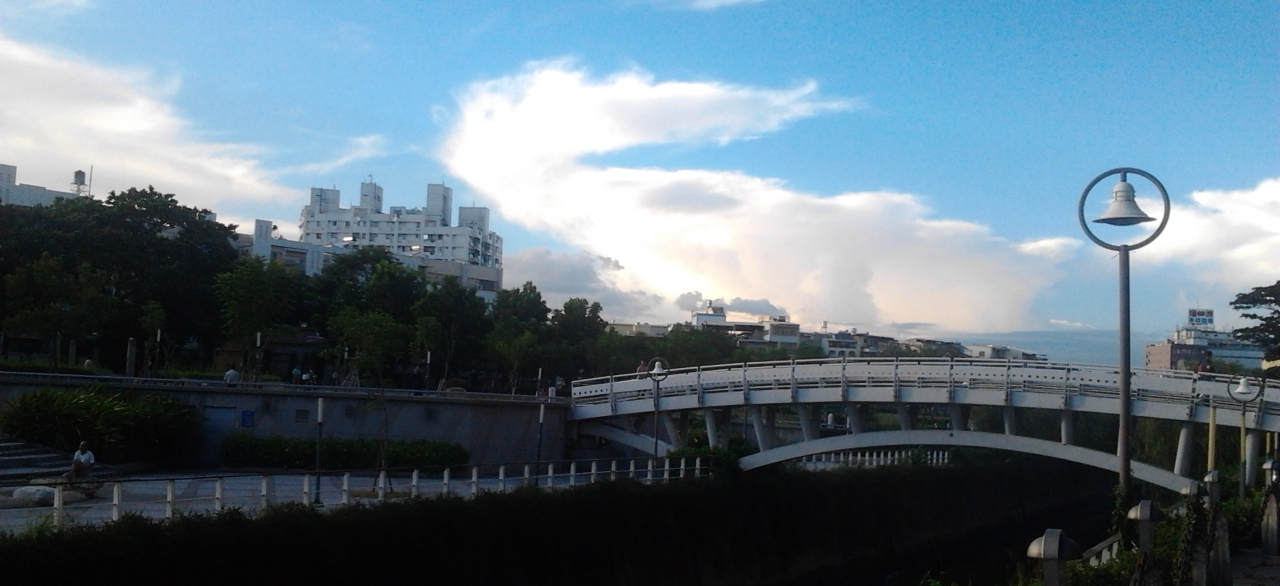
河堤路走道

- 光雕橋（高雄河堤光橋）河堤路上的光雕橋
- 7-ELEVEN河堤門市
- 京城銀行高雄分行
- 明堤公園
- 台灣大哥大高雄明誠直營服務中心
- 玉山銀行北高雄分行
- 鼎泰公園
- 慈濟高雄靜思堂

## 公車資訊
- 漢程客運
  - 72 金獅湖站－中正高工

## 公共自行車
- 高雄市公共自行車租賃系統：
  - 民族一路543巷口：河堤路/民族一路543巷口西側
  - 河堤明哲路口：河堤路/明哲路(西南側)
  - 河堤南自由路口：河堤南路/自由一路東北側

## 相關連結
- 高雄市主要道路列表